# 阿拉德 (伊朗)
阿拉德（波斯語：‎，羅馬化：Arad）是伊朗的城市，位於該國南部札格羅斯山脈東南部，由法爾斯省負責管轄，距離首府設拉子230公里，海拔高度587米，2006年人口5,264。